# 아힘 폰 아르님
루트비히 아힘 폰 아르님(독일어: Ludwig Achim von Arnim, 1781년 1월 26일 ~ 1831년 1월 21일)은 독일의 시인이자 소설가이다.
프로이센 귀족의 자손으로, 아버지는 베를린 극장의 감독이었다. 할레 비텐베르크 마르틴 루터 대학교와 괴팅겐 게오르크 아우구스트 대학교에서 법학과 자연과학을 공부했다. 의학박사 학위를 받았지만 한번도 의사로 일하지 않았다. 그의 첫 글들은 과학잡지를 위한 글들이 많았다. 독일 낭만주의의 대표적인 예술가 중 하나로 꼽힌다. 베티나 폰 아르님의 남편이기도 하다.